# ФК Џаја
Фудбалски клуб Џаја је фудбалски клуб из Бање Луке, основан 1993. године. Тренутно се такмичи у Подручној лиги Републике Српске - Бања Лука.

## Историја клуба
Фк Џаја је фудбалски клуб из Бањалуке и основан је 1993. године као школа фудбала, односно алтернатива дјеци из града Бање Луке да се у ратно вријеме склоне са улица и окрену ка спорту. Од оснивања до данас у школи је тренирало око 2.000 младих фудбалера. Клуб је основао Миливоје Глишић, а отворио га славни фудбалер Драган Џајић, по коме је фудбалски клуб и добио име „ Џаја". У клубу су се као млади такмичили данас познати играчи: Борис Распудић, Марко Максимовић, Немања Дамјановић, Синиша Гагула, Владимир Каралић, Стојан Врањеш...
Школа клуба „ Џаја" је учествовала на многим међународним турнирима и тамо је постизала запажене резултате. Стадион клуба се налази у бањалучком насељу Врбања. У школи тренира око 100 младих фудбалера. Клуб има најмлађу сениорску екипу у Републици Српској, јер је просјек година играча 18. Тренер је Дамир Глишић.

## Играчи
Играчи ФК Џаје у сезони 2010/2011 када су освојили пето мјесто у Подручној лиги РС - Бања Лука: Предраг Валетић, Станко Гламочић, Александар Крпић, Владимир Петровић, Немања Станчић, Божидар Марић, Синиша Славнић, Александар Славнић, Огњен Љубоја, Милко Васиљевић, Срђан Глишић, Константин Ритан, Драган Милојевић, Горан Шашић, Жељко Милашиноић, Петар Бандић, Бојан Рековић, Синиша Босанчић, Сава Клепић, Марко Радуловић и Драган Пачавара.

## Пласмани
| мјесто-пласман    | сезона    | ФК Џаја | бодови |
| ----------------- | --------- | ------- | ------ |
| 10. од 13 клубова | 2015/2016 | ФК Џаја | 20     |
| 13. од 13 клубова | 2014/2015 | ФК Џаја | 4      |
| 10. од 13 клубова | 2013/2014 | ФК Џаја | 24     |
| 9. од 13 клубова  | 2012/2013 | ФК Џаја | 25     |
| 5. од 14 клубова  | 2011/2012 | ФК Џаја | 36     |
| 5. од 14 клубова  | 2010/2011 | ФК Џаја | 35     |